# Thysanoprymna pyrrhopyga
Thysanoprymna pyrrhopyga là một loài bướm đêm thuộc phân họ Arctiinae, họ Erebidae.